# Крутицы (Тульская область)
Крутицы  — село в Киреевском районе Тульской области России.
В рамках административно-территориального устройства входит в Богучаровский сельский округ Киреевского района, в рамках организации местного самоуправления включается в сельское поселение Богучаровское.

## Название
В конце XVIII века село именовалось «Архангельское Крутицы тож».

## География
Деревня находится в центральной части Тульской области, в лесостепной зоне, в пределах северо-восточной Среднерусской возвышенности, у места впадения реки Уперты в Упу, на расстоянии примерно 18 километров (по прямой) к юго-западу от города Киреевска, административного центра района.

### Климат
Климат характеризуется как умеренно континентальный, с умеренно холодной снежной зимой и тёплым летом. Среднегодовая многолетняя температура воздуха составляет +3,6 — +3,8 °С. Средняя температура воздуха самого холодного месяца (января) — −10,5…−10 °C (абсолютный минимум — −40 °C), средняя температура самого тёплого (июля) — +17,6…+17,7 °С (абсолютный максимум — +38  °С). Безморозный период длится около 138 дней. Среднегодовое количество атмосферных осадков составляет 584—586 мм, из которых большая часть (396—400 мм) выпадает в тёплый период. Снежный покров держится в течение примерно 130 дней. Среднегодовая скорость ветра составляет 3,6 м/с.

## История
До 1708 года эта территория относилась к Соловскому уезду. Позднее длительное время Крутицы входили в состав Крапивенского уезда Тульской губернии.  Исходя из «Плана генерального межевания», составленного в 1780-х годах, видно, что село было небольшим, гораздо меньше соседнего сельца Уткина, где имелся господский дом.
Но со временем наличие церкви привело к росту села. В 1825 году на месте старого храма была возведена каменная Архангельская церковь в стиле позднего классицизма. В ней имелось два престола: главный — во имя Архистратига Михаила, в приделе — во имя прп. Сергия, игумена Радонежского. Финансировал строительство помещик Сергей Иванович Толбузин (ум.1855). Кроме храма Сергей Иванович оставил о себе память, как о грамотном хозяине. Так, 24 января 1841 года Крапивенский уездный предводитель Воронцов-Вельяминов сообщал губернатору, что «имение полковника Сергея Ивановича Толбузина обращают на себя особенное внимание от прочих в хозяйственном отношении».
Энциклопедия «Брокгауза и Ефрона» относительно судоходства по р. Упе сообщала, что начиная с села Архангельское-Крутицы начинают ходить средние лодки до Прилеп, где находился медноплавильный завод. В конце XIX века село входило в большое имение князей Гагариных.
В статье «Исследование состояния садоводства и огородничества в Тульской губернии» М. Т. Яблочков, опубликованной в «Памятной книги Тульской губ. на 1892 год» сказано: в селе Крутицы Крапивенского уезда имеется крупный яблоневый сад в 1800 деревьев, владелец Иван Васильевич Хомяков, сдаётся за 850 рублей. Кроме сада Иван Васильевич имел плодовую оранжерею, цветочную теплицу и грунтовый сарай.
В 1916 году в селе был 81 двор и проживало 634 человека, имелась Церковно-приходская школа. В приходе церкви села Крутицы в 1916 году числились: в 3-х верстах д. Сатинка Долгое, в 2-х верстах д. Средния Крутицы тож (59 дворов), в 2-х верстах Свисталовка Нижняя Крутицы (29 дворов), в 1-й версте д. Уткино (51 двор) и в 3-х верстах д. Чернецовка (24 двора). 

## Население
| 2010 |
| ---- |
| 24   |

## Инфраструктура
Личное подсобное хозяйство с зоной сельскохозяйственного использования, индивидуальная застройка усадебного типа.

## Транспорт
Автобусное сообщение с автостанцией Липки. Остановка общественного транспорта «Крутицы ». 